# Trichaphodius amplitarsis
Trichaphodius amplitarsis är en skalbaggsart som beskrevs av Bordat 1989. Trichaphodius amplitarsis ingår i släktet Trichaphodius och familjen Aphodiidae. Inga underarter finns listade i Catalogue of Life.